# Continental Divide (Nuovo Messico)
Continental Divide è una comunità non incorporata degli Stati Uniti d'America della contea di McKinley nello Stato del Nuovo Messico. Continental Divide si trova lungo la Interstate 40, 25,1 miglia (40,4 km) ad est-sud-est di Gallup. Continental Divide possiede un ufficio postale con ZIP code 87312.